# Котмяна (Столніч, Арджеш)
Котмяна (рум. Cotmeana) — село у повіті Арджеш в Румунії. Входить до складу комуни Столніч.
Село розташоване на відстані 107 км на захід від Бухареста, 30 км на південь від Пітешть, 80 км на схід від Крайови, 135 км на південний захід від Брашова.

## Населення
За даними перепису населення 2002 року у селі проживали 729 осіб, усі — румуни. Усі жителі села рідною мовою назвали румунську.